# Karl Mollweide
Karl Brandan Mollweide (scritto anche Carl Mollweid) (Wolfenbüttel, 3 febbraio 1774 – Lipsia, 10 marzo 1825) è stato un astronomo e matematico tedesco.
Svolse i suoi studi presso le università di Halle e Lipsia. Fino al 1819 fu osservatore all'Osservatorio dell'Università di Lipsia. 
Nell'anno 1812 diventò Professore Ordinario di astronomia, nel 1814 Professore Ordinario di matematica. Dal 1820 al 1823 fu Decano della Facoltà di filosofia.
Da lui prende il nome la Proiezione di Mollweide, una particolare proiezione cartografica tuttora assai usata negli atlanti.
Tra i suoi allievi va ricordato August Ferdinand Möbius
A lui si deve anche un testo dal titolo Un esame della teoria di Goethe dei colori.